# 拟裸茎黄堇
拟裸茎黄堇（学名：Corydalis pseudojuncea）为罂粟科紫堇属下的一个种。

## 扩展阅读
- 維基物種上的相關：拟裸茎黄堇